# おうし座タウ星
おうし座τ星 (Tau Tauri, τ Tau) とは、おうし座に属する4等星で、連星である。星座上では、おうし座α星のアルデバランから6度程度天の北極に寄った、おうしの額~角の付け根に相当する位置にある。太陽系からの距離は400光年で、可視光の波長帯での明るさは太陽の250倍、スペクトル型はB3Vで、高温の青色主系列星に分類される。

## 概要
おうし座τ星は太陽系から遠く離れているため、年周視差の測定で距離を正確に求めることは困難だった。この状況は1989年から1993年のヒッパルコス衛星による観測で改善され、年周視差8.14ミリ秒・距離400光年という結果がもたらされた。ただしこの値には依然として40光年程度の誤差が残っている。
おうし座τ星は分光観測でのみ伴星の存在が確認できる分光連星でもある。20世紀初頭に伴星の公転にともなう視線速度の変化が見つかり、連星であることが示された。1961年の研究では、伴星の質量は主星の3.2分の1で、離心率の小さな軌道を2.96日周期で周回しているとされ、2000年代以降もこの値が使用されている。離心率の低さは おうし座τ星のような近接した連星に共通する傾向で、潮汐力によって公転軌道が円軌道化した結果と考えられている。
また、ヒッパルコス衛星が収集したデータの分析で、0.0048等級の小さな振幅で周期的な変光をしている可能性が示されている。

### 名称
おうし座は一般的にTauと略され、ギリシア文字 τ（タウ）もラテン文字ではtauに転写されるため、おうし座τ星はしばしば "tau Tau" とtauを連ねた略称で表記される。他の名称としては、フラムスティード番号に基づくおうし座94番星 (94 Tauri) や、ヘンリー・ドレイパーカタログに基づく HD 29763、ヒッパルコス星表に基づく HIP 21881 などが使用されている。